# Heterothele decemnotata
Heterothele decemnotata là một loài nhện trong họ Theraphosidae.
Loài này thuộc chi Heterothele. Heterothele decemnotata được Eugène Simon miêu tả năm 1891.